# Antoni Clarassó i Terès
Antoni Clarassó i Terès (? - Barcelona, agost del 1611) fou un canonge de la diòcesi d'Urgell, canonge-tresorer de la Catedral de Barcelona, comensal de l'arquebisbat de Tarragona (1588-1591) i vicari general de l'arquebisbe i virrei de Catalunya Joan Terès i Borrull (1587-1599).

## Primer anys
El seu pare fou Bernat Clarassó i la seva mare Joana Terès i Borrull, germana de l'arquebisbe i virrei Joan Terès i Borrull. Els seus germans foren Bernat, Francesch, Joan, Isabel i Margarida. Es doctorà en dret.

## Jesuïta
El seu tiet, Joan Terès, l'ingressà a la Companyia de Jesús, i en el seu si visqué i morí exemplarment. Tant ell com Joan Tarès són celebrats en les històries de la Companyia de Jesús com a remarcables benefactors de l'institut ignasià.

## Vicari General de l'Arquebisbat de Tarragona
El 13 d'agost de 1592, el papa Climent VIII aprovà una butlla decretant l'extinció i secularització dels canonges regulars de l'orde de Sant Agustí en tots els monestirs i priorats de Catalunya, el Rosselló i la Cerdanya, al·legant la vida dissoluta i la inobservància de la disciplina en la que havien caigut algunes comunitats. Clarassó, per ordre del seu tiet, fou enviat al monestir de Santa Maria de Solsona amb la fi de notificar aquesta butlla als canonges agustins.

## Mort i llegat
Després d'una llarga malaltia que el mantingué al llit durant set mesos, morí en el col·legi dels jesuïtes de Barcelona un dia del mes d'agost de 1611 entre les set i les vuit de la tarda. Nomenà en el seu testament el noviciat de Tarragona com al seu hereu, insistint expressament en que se li fessin arribar tots els seus «llibres de lleis». La resta de la seva biblioteca la donà al col·legi en el qual morí. També deixà llegats per a en Miquel Ferrer, cunyat que l'atengué durant la seva malaltia, i per als germans Joan i Elisabet Castellví i Terès, de València, fills de la seva cosina Dionísia Terès (neboda també de l'arquebisbe Joan Terès) i d'en Pere Castellví.

## Llinatge dels Terès
Clarassó restà sota protecció del seu oncle, Joan Terès i Borrull, arquebisbe de Tarragona i més tard virrei de Catalunya. Terès fou una figura de gran influència a Catalunya, tant en afers eclesiàstics, com polítics. Clarassó també tenia un cosí de rel·levància: Epifani Olives i Terès, nomenat noble a les Corts de Barcelona de 1599 i comissari reial del rei Felip III de Castella. També està emparentat amb el bisbe de Sogorb Crisóstomo Royo de Castellví, que era el net de la seva cosina Dionísia.